# Rodenbach (Wawern)
Rodenbach ist ein Weiler der Ortsgemeinde Wawern im Eifelkreis Bitburg-Prüm in Rheinland-Pfalz.

## Geographische Lage
Rodenbach liegt rund 1,6 km östlich des Hauptortes Wawern in leichter Tallage. Der Weiler besteht aus zwei Siedlungsteilen, zwischen denen der Wohnplatz Hahn (Haus) liegt. Umgeben ist Rodenbach von umfangreichen landwirtschaftlichen Nutzflächen im Norden und Westen sowie Waldgebieten im Osten und Süden. Durch den westlichen Teil der Siedlung fließt der Rothenbach, durch den östlichen Teil der Johannesbach.

## Geschichte
Zur genauen Entstehungsgeschichte des Weilers liegen keine Angaben vor. Der namensgebende Rothenbach lässt jedoch auf eine Entstehung des Ortes im Zuge einer Rodung schließen.
Bekannt sind wenig nördlich von Rodenbach fünf Örtlichkeiten, an denen um das Jahr 1843 Torf abgebaut wurde.

## Kultur und Sehenswürdigkeiten

### Wegekreuze
Auf der Gemarkung von Rodenbach befinden sich zwei Wegekreuze. Eines ist vollständig aus Holz gebaut und folgt dem Stil der in Bayern weit verbreiteten hölzernen Marterl.

### Naherholung
Durch Rodenbach verläuft der Wanderweg 26 der Ortsgemeinde Wawern mit einer Gesamtlänge von rund 13,6 km. Highlights am Weg sind die umfangreichen Waldgebiete rund um Rodenbach sowie mehrere Bachtäler. Der Wanderweg führt zudem auch in die Nähe der Ortsgemeinde Lasel.

## Verkehr
Es existiert eine regelmäßige Busverbindung.
Rodenbach ist durch die Kreisstraße 126 erschlossen und liegt nordwestlich der Landesstraße 33 von Nimshuscheid in Richtung Neustraßburg.